# Necronomicon (album Nox Arcana)
Necronomicon – drugi album studyjny duetu muzycznego Nox Arcana. Wydany 10 października 2004 roku przez wytwórnię Monolith Graphics. Muzyka jest inspirowana opowieściami pisarza horrorów H.P. Lovecrafta i jest hołdem dla Mitologii Cthulhu.

## Motyw
Orkiestra, instrumenty smyczkowe, bębny, flety, gitary i chóry w połączeniu ze złowieszczymi intonacjami, dziwnymi efektami dźwiękowymi i krótkimi opowieściami, łączą się opowiadając historię alchemika, który odważa się wskrzesić starożytną rasę pozaziemskich istot.
"Język Przedwiecznych” opracowany przez Lovecrafta jako element literackiej fabuły, ale uważany przez wielu za niemożliwy do wymówienia, jest skutecznie wypowiadany przez Josepha Vargo na kilku ścieżkach. Vargo, który jest wielkim fanem pracy Lovecrafta, również zilustrował opakowanie płyty CD, tak jak wyobrażał sobie słynną fikcyjną książkę z opisów Lovecrafta.
Ukryty utwór na płycie CD zawiera także ukryty zwrot metodą backmasking „Klaatu Barada Nikto”, znany cytat z filmów Dzień, w którym zatrzymała się Ziemia oraz Armia ciemności, które z kolei zapożyczyły elementy tematyczne z dzieł Lovecrafta.
Niektóre z tytułów piosenek są również tytułami opowiadań Lovecrafta, takie jak „The Nameless City” i „The Haunter of the Dark”, podczas gdy inne tytuły utworów, takie jak Azathoth, Dagon, Nyarlathotep, Cthulhu oraz The Great Old Ones to nazwy bogów, demonów i innych nadprzyrodzonych istot z twórczości Lovecrafta. Rozdział w książce The Strange Sound of Cthulhu: Music Inspired by the Writings of H.P. Lovecraft był poświęcony temu albumowi.

## Lista utworów
| Nr  | Tytuł                                | Czas |
| --- | ------------------------------------ | ---- |
| 1.  | „Mythos”                             | 1:58 |
| 2.  | „The Nameless City”                  | 3:38 |
| 3.  | „Alhazred’s Vision”                  | 2:55 |
| 4.  | „Necronomicon”                       | 2:03 |
| 5.  | „Ancient Shadows”                    | 2:28 |
| 6.  | „Azathoth”                           | 0:28 |
| 7.  | „The Black Throne”                   | 2:01 |
| 8.  | „Nyarlathotep”                       | 0:40 |
| 9.  | „Temple of The Black Pharaoh”        | 3:50 |
| 10. | „Eldritch Rites”                     | 1:33 |
| 11. | „The Haunter of The Dark”            | 2:38 |
| 12. | „The Awakening”                      | 2:59 |
| 13. | „Yog-sothoth”                        | 1:00 |
| 14. | „Guardian of The Gate”               | 3:26 |
| 15. | „Lords of Darkness”                  | 2:08 |
| 16. | „Dagon”                              | 0:35 |
| 17. | „The Stars Align”                    | 1:57 |
| 18. | „Cthulhu”                            | 0:55 |
| 19. | „Ritual Of Summoning”                | 1:21 |
| 20. | „Cthulhu Rising”                     | 2:38 |
| 21. | „The Great Old Ones” (+hidden track) | 4:06 |